# T.C. Matic
T.C. Matic je bila belgijska rok grupa osnovana 1980. godine. Grupu su osnovali Arno Hintjens (vokal) i Pol Dekuter (gitara). Ubrzo nakon osnivanja, Pola Dekutera je zamenila Žan-Mari Arts. Inicijali T.C. u nazivu grupe ukazuju na prezimena osnivača u skraćenoj formi (Tjens Couter), dok se drugi deo odnosi na srpskog pesnika nadrealistu Dušana Matića. 
T.C. Matic je eksperimentisao sa žanrovima – novi talas, bluz, fank, hard rok, avangarda, čak i francuske šansone. Grupa je izdala četiri studijska albuma - T.C. Matic, l'Apache, Choco, Yé Yé. Kao najveći hitovi izdvajaju se pesme Oh La La La! i Putain Putain.
Grupa je prestala sa radom 1986. godine nakon neuspešne turneje sa sastavom Simple Minds.
Arno Hintjens je ubrzo nakon toga otpočeo solo karijeru pod nazivom Arno.

## Literatura
- Keunen, Gert (2002). Pop! : een halve eeuw beweging. Lannoo. стр. 205—. ISBN 9789020948714.
- Mercier, Jacques. Belges en France. стр. 121—. ISBN 9782873864781. Архивирано из оригинала 19. 03. 2014. г. Приступљено 18. 06. 2013.